# 青木匡
青木 匡（あおき ただす、1856年（安政3年9月） - 没年不明）は、日本の政治家、衆議院議員（1期）。明治時代前期の政治結社「嚶鳴社」の主要メンバー。森鷗外による史伝小説の第一作「渋江抽斎」の一節にも登場する。

## 経歴
但馬国出石郡、現在の兵庫県豊岡市出身。私学校の教師となり、長野県で新聞社を興す。東京市会議員、東京府会議員、毎日新聞記者、大日本監獄協議会議員、本郷区衛生会幹事となる。
1878年（明治11年）に、青木匡訳の『政体論』で、Individualを「一個人」という言葉で訳した。1884年（明治17年）に文部省の訳ではじめて「個人」となる。日本語の「個人」という言葉は江戸時代にはみられなかった。
1880年頃に作成された私擬憲法「憲法草稿評林」は、機密文書である日本国憲案第三次案を基に、二人の憲法構想が論争的に展開され、他の私擬憲法とは異なる形態を持つが、その二人の著者は不明とされている。上段評論の筆者は小田為綱とみる研究者がほとんどであるが、下段評論の著者は、東京教育大学名誉教授で憲法学者の稲田正次によると、青木匡と推定されている。
1880年（明治13年）に信濃日報の主筆として迎えられ、その翌年に信濃日報が信濃毎日新報を吸収合併し、信濃毎日新聞になる。
1890年の第1回衆議院議員総選挙において兵庫9区から立憲改進党公認で立候補して当選する。1892年の第2回衆議院議員総選挙では次点で落選した。以後の立候補はない。